# Il prezzo di Hollywood
Il prezzo di Hollywood (Swimming with Sharks) è un film del 1994 scritto e diretto da George Huang.

## Trama
Giovane ed ambizioso, Guy ottiene un lavoro come assistente di Buddy Ackerman, viscido dirigente di una importante casa cinematografica di Hollywood. Lavorare per un personaggio così in alto, può rappresentare un eccellente trampolino di lancio per una brillante carriera nel mondo del cinema, almeno questo è ciò che spera Guy. Purtroppo però il percorso non è semplice; Guy è costretto infatti a subire quotidianamente le urla, le menzogne e le umiliazioni servitegli da Buddy, il quale tratta il suo assistente senza alcun rispetto umano, divertendosi anzi ad inveire su di lui. L'unica consolazione per Guy è rappresentata da Dawn, una produttrice (già amante di Buddy) con cui il giovane stringe una relazione.
Passa un anno. Ormai allo stremo della sopportazione, Guy sequestra Buddy in casa sua, e dopo averlo legato ad una sedia, lo tortura per vendicarsi. La discussione che ne segue è una sorta di monologo di Buddy, in cui il dirigente spiega al ragazzo come in questo mondo tutti agiscano solo per interessi personali, un mondo per il quale il giovane non sembra essere preparato. Entra quindi in scena Dawn, che aveva suo malgrado accettato un appuntamento galante con Buddy, il quale in caso di rifiuto aveva minacciato di licenziare Guy.
A questo punto Guy si trova fra due fuochi, da un lato Buddy cerca di aprire gli occhi sulla natura di Dawn, una donna arrivata al successo dopo essersi concessa ai potenti di turno; dall'altro lato Dawn che è lì per evitare il licenziamento di Guy. Gli eventi precipitano, Guy impugna una pistola e spara un colpo. Il film riprende vedendo Guy entrare da dirigente nel suo nuovo ufficio. Inaspettatamente Guy ha ucciso Dawn, facendo oltretutto cadere su di lei le accuse per le torture subite da Buddy. Il film si chiude con Buddy sfregiato in volto, che invita Guy nel suo ufficio per una riunione di lavoro, ormai convinto che il ragazzo sia pronto per "nuotare con gli squali".

## Produzione
George Huang decise di scrivere il copione del film dopo aver avuto una discussione con Robert Rodriguez. Rodriguez era a Los Angeles per dirigere il film El mariachi, commissionatogli dalla Sony Pictures, dove strinse amicizia con Huang. Quando Huang raccontò a Rodriguez delle sue frustrazioni in ambito cinematografico, il regista lo incoraggiò ad abbandonare il suo posto alla Sony e dedicarsi a tempo pieno alla scrittura, così da produrre un soggetto che potesse dirigere lui stesso. Il soggetto di Huang che ne conseguì, Reel Life, suscitò interesse nel produttore esecutivo di Cineville Frank Evers, che procurò finanziamenti da investitori indipendenti e un consistente supporto di produzione dalla Sony Pictures Entertainment. Il film fu venduto in seguito alla Trimark Pictures (poi acquisita dalla Lionsgate nel 2000). Cineville produsse il film sotto la supervisione di Steve Alexander.
Nonostante George Huang stesso lavorò come assistente di Barry Josephson, al tempo vicepresidente dello sviluppo alla Sony Pictures, si ritiene che il personaggio di Buddy sia stato ispirato dal magnate Scott Rudin, mentre altri sostengono che sia basato sulla figura del produttore Joel Silver e Guy sulla figura di Alan Schechter, assistente di Silver nei primi anni novanta. Il nome di Foster Kane, impiegata nel film dal regista Buddy, è ispirato al personaggio del film del 1941 Quarto potere di Orson Welles.